# Banjo
Il banjo (termine inglese, pron. /ˈbænʤəʊ/, italianizzata in /ˈbɛnʤo/; in italiano anche bangio, pl. bangi) è un cordofono di origini africane, già popolare fra gli afroamericani durante la guerra di secessione americana nella sua versione a cinque corde e da allora largamente usato nella musica tradizionale nordamericana.
Il suonatore di bangio è detto bangioista.

## Origini
Alcuni studiosi fanno risalire le origini del banjo alla prima metà dell'Ottocento, quando lo strumento assunse la sua forma attuale di cassa armonica costruita come un tamburo, con un meccanismo per regolare la tensione della pelle, dotata di un manico con quattro corde lunghe e una più corta, suonata dal pollice, usata come bordone acuto. Lo stesso nome "banjo" potrebbe essere una corruzione di bandore o pandura, uno strumento musicale del tipo della chitarra, oppure deriva da bania (o banjar), il nome di uno strumento primitivo similare del Senegambia.

## Composizione
La sua caratteristica preminente è data dalla cassa di risonanza, la cui tavola armonica non è di legno come nella maggior parte degli strumenti a pizzico, ma è costituita da pelle tesa su una cassa circolare.
La parte che produce il suono (in inglese pot) è realizzata con diverse tecniche costruttive. La più tipica, riconosciuta in liuteria come quella «ufficiale» e che nel corso degli ultimi centocinquant'anni ha incorporato la maggior parte delle innovazioni tecnologiche raggiungendo lo stato dell'arte attorno al 1930, è una struttura composita costituita da una fascia a forma di corona circolare (rim), ricavata da più strati o blocchi di legno e poi tornita, alla quale è innestato il manico. Sulla sommità della fascia è incastonato un anello di risonanza (tone ring), a seconda dei casi ottenuto per calandratura e saldatura da un profilato d'ottone a sezione tonda o piatta oppure tornito da una fusione in lega di ottone o bronzo, sul quale è tesa la pelle. Un congruo numero di tiranti (brackets, normalmente 24 ma le eccezioni sono tutt'altro che rare) ospitati dai caratteristici ricettacoli (bracket shoes) ancorati alla fascia oppure passanti attraverso una struttura portante collocata nella parte bassa della medesima, che in questo caso funge anche da flangia di raccordo tra l'esterno della fascia e l'interno del risonatore, provvede alla tensione della pelle mediante un cerchio scanalato o munito di tacche (tension hoop) che preme sul bordo della pelle. Quest'ultimo è avvolto attorno ad un sottile profilato metallico (flesh hoop) se la pelle è naturale o saldato ad esso (head collar) se sintetica.
La cassa può essere o meno completata dal risonatore (resonator),  che appare come una sorta di 'padella' rotonda di legno e si raccorda alla fascia mediante una flangia metallica artisticamente traforata e ne chiude parzialmente la parte posteriore creando una camera di risonanza. Ha la doppia funzione di riflettere le onde sonore all'esterno ma soprattutto verso l'interno della cassa, donando allo strumento, oltre ad un maggior volume, caratteristiche timbriche e risposta dinamica assai differenti rispetto al bangio a fondo aperto.
Un altro stile costruttivo meno diffuso, conosciuto come zither banjo e perfezionato nel Regno Unito, prevede il meccanismo di tensione della pelle per così dire integrato all'interno al risonatore, il quale costituisce struttura portante della cassa armonica e ne ospita gli altri elementi meccanici oltre a dare attacco al manico. La flangia, che in questo caso funge da cerchio tendipelle ma con cinematismo invertito (la pelle è tenuta in tensione da un anello metallico flottante spinto verso l'alto dalla tiranteria), viene fissata al bordo superiore del risonatore e assieme alla pelle ne costituisce una sorta di coperchio.
La pelle oggigiorno è sostituita da una sottile membrana di mylar, materiale sintetico adoperato sulla maggior parte dei bangi contemporanei che richiedono un timbro alquanto brillante. La versioni «classiche» o antiche mentengono la tradizionale pelle naturale, generalmente di vitello o di capra, la quale conferisce allo strumento un timbro più morbido ed omogeneo. Le corde, agganciate ad una cordiera metallica, a volte molto elaborata, trasmettono il suono alla pelle mediante un sottile ponticello in legno dal caratteristico disegno ad arcate. La cordiera si è evoluta nel tempo da semplice sede di ancoraggio delle corde a dispositivo in grado di influire sensibilmente sulla timbrica e sulla risposta dello strumento in virtù della propria massa e della pressione esercitata sul ponticello; questo è in genere sfruttato dai banjo dotati di risonatore.
Lo strumento può essere costruito con diversi legni, le cui caratteristiche contribuiscono notevolmente a determinarne la timbrica al pari della tipologia costruttiva della cassa: per la fascia si usa quasi solo l'acero, mentre il manico e il risonatore (quando è presente) si fanno in genere con acero, mogano o noce. La tastiera, spesso filettata e negli strumenti più pregiati intarsiata con i tradizionali segnatasti floreali in madreperla, è di ebano o palissandro. Negli strumenti più antichi era priva di tasti, configurazione ancor oggi mantenuta sulle moderne repliche dei bangi diffusi all'epoca della guerra civile americana. Le parti metalliche sono in acciaio e ottone, di solito nichelate ma anche cromate o dorate, negli strumenti di pregio spesso riccamente cesellate. Le meccaniche di accordatura conservano l'aspetto tradizionale «in linea» degli antichi piroli a frizione, gli stessi degli strumenti ad arco e liuti, grazie all'adozione di ingranaggi epicicloidali (planetary) al posto del sistema a vite senza fine e corona dentata (worm and gear) utilizzato su altri strumenti a corda e sul contrabbasso.
Quasi tutti i bangi a quattro corde di concezione moderna hanno il risonatore; gli strumenti contemporanei che ne sono privi (open back) sono per lo più a cinque corde. In genere associato a due distinte tipologie di anello di risonanza (a profilo cilindrico, flathead, o a tronco di cono, archtop), il bangio con risonatore ha un timbro secco e schioccante, con notevole volume d'emissione ed ampio spettro armonico; la versione a cinque corde è tipicamente usata nella musica bluegrass, di cui costituisce un elemento imprescindibile. Il tipo senza risonatore è caratterizzato da un transitorio d'attacco meno marcato e da un volume di suono inferiore, compensato da un sostegno prolungato e da una gamma timbrica più dolce. Si impiega tradizionalmente nella musica old time nordamericana dove la tecnica in uso (denominata frailing o clawhammer), unica rispetto a quella di qualunque altro cordofono, si è evoluta principalmente in funzione dell'accompagnamento al violino nell'esecuzione di musiche rurali da danza e sfrutta al massimo le naturali doti ritmiche e contrappuntistiche dello strumento.

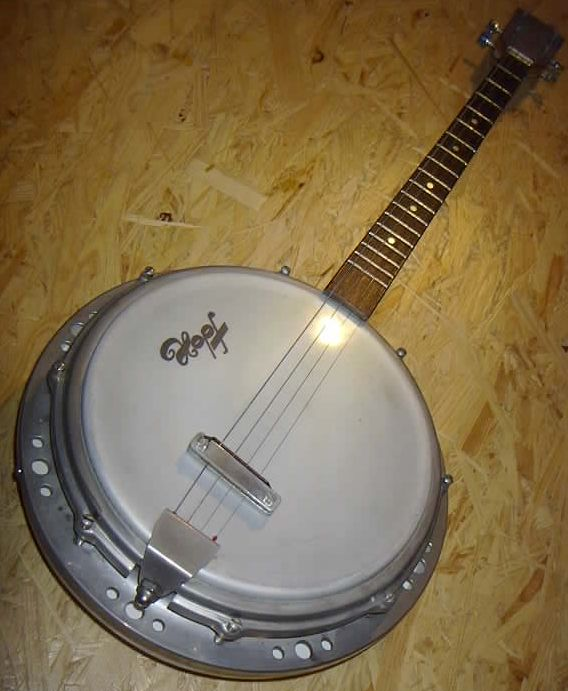
Bangio a quattro corde

Il banjo può avere quattro corde (banjo tenore a 19 tasti, banjo tenore irlandese (o scala corta) a 17 tasti, banjo plectrum a 22 tasti) o cinque corde (banjo a cinque corde a 22 tasti). Quest'ultimo è l'archetipo, il banjo per antonomasia; dal punto di vista organologico rappresenta l'evoluzione dei suoi antenati, rudimentali strumenti a tre corde dalla cassa ricavata da una zucca essiccata cui veniva inchiodata una pelle animale, e da esso si sono in seguito sviluppati tutti gli altri tipi di banjo. La quinta corda, che suonata a vuoto dà la nota più acuta, è più corta delle altre. Posizionata sopra la quarta corda, quella che produce la nota più grave, è allineata con le altre all'altezza del ponticello, ma l'altro capo non arriva alla paletta: viene accordata da una meccanica innestata all'altezza del 5º tasto nel lato superiore del manico, dove quest'ultimo si allarga per ospitarla. In origine il bangio montava corde in budello; successivamente, di pari passo con l'evoluzione dello strumento, delle tecniche impiegate e delle esigenze timbriche, furono adottate corde metalliche; oggi sono in uso entrambe le incordature, acciaio e nylon, in linea con le caratteristiche organologiche e gli stili esecutivi di entrambi i tipi di banjo.
Nel bangio tenore, il cui nome curiosamente non corrisponde all'effettiva tessitura armonica, l'accordatura normale è quella per quinte giuste (DO-SOL-RE-LA, equivalente a quella della viola e della mandola contralto: dovrebbe pertanto chiamarsi 'banjo contralto'). Nella musica irlandese è tuttavia largamente utilizzata l'accordatura (SOL-RE-LA-MI) sia sul banjo a 19 tasti, sia soprattutto sulla versione a 17 tasti e scala ridotta. Questo consente al bangio di doppiare le stesse partiture di fiddle e mandolino, ma un'ottava più bassa. L'accordatura SOL-RE-LA-MI è stata diffusa principalmente da Barney McKenna dei The Dubliners e da allora resta la più utilizzata nell'ambiente folk irlandese e celtico.
Nella versione a 19 tasti l'estensione è di tre ottave e una terza maggiore; il banjo plectrum, usualmente accordato DO-SOL-SI-RE (oppure RE-SOL-SI-MI, come le prime quattro corde della chitarra in ordine 4-3-2-1, la cosiddetta accordatura Chicago), ha un'estensione di tre ottave. Entrambi si suonano con il plettro. L'estensione del bangio a cinque corde in accordatura standard, due ottave ed una settima minore, è inferiore a quella del bangio tenore; tuttavia questa limitazione viene ampiamente compensata dalla versatilità della tecnica di arpeggio utilizzata sullo strumento. Alcuni bangi hanno anche 8 corde e raddoppiano la nota della singola corda.

## Varianti

### Banjitar
Il banjitar o ganjo (parola macedonia fra banjo e chitarra) è un banjo a sei corde accordato come una chitarra.

### Banjolele
Il banjolele possiede la tipica cassa di risonanza di un banjo, ma il manico e le corde di un ukulele.

### Banjo basso
Questo raro strumento è attrezzato per avere corde più spesse e che producono un suono più grave.

## Utilizzo
Il banjo a quattro corde ha goduto di una grandissima popolarità nel jazz degli anni venti e trenta del secolo scorso grazie alla sua sonorità che ne consentiva una maggiore udibilità rispetto alla chitarra, la quale pure fu il primo strumento suonato a New Orleans. Fra i virtuosi si ricordano Harry Reser per il banjo tenore ed Eddie Peabody per il banjo plectrum.
Oggi l'uso del bangio a quattro corde è confinato fra le formazioni Dixieland che ripropongono il jazz delle origini e ne sconta quindi una diffusione relativamente scarsa. Un'importante eccezione è rappresentata dal folk irlandese, che vanta numerosi gruppi e solisti in attività nonché appassionati ascoltatori in tutto il mondo. In quest'ambito il banjo tenore sovente monta un manico a scala ridotta, a 17 tasti, il che consente di ridurre l'estensione dei 'balzi' che la mano sinistra è costretta a compiere nell'esecuzione delle articolatissime melodie e delle rapide ornamentazioni tipiche della musica celtica. L'accordatura irlandese mantiene gli intervalli di quella del banjo tenore statunitense, ma è trasportata una quinta più in basso: SOL-RE-LA-MI, corrispondente a quella della mandola tenore (e più in linea con l'appellativo di 'banjo tenore'). Oltre alla tessitura più grave e alla frequente scelta del manico corto, una particolarità del bangio tenore irlandese è data dal timbro ricercato, sul quale influisce molto la scelta del plettro utilizzato, e dall'uso delle triplette come embellishment. Benché il plettro sia il metodo più utilizzato per suonare il banjo tenore irlandese, alcuni musicisti adoperano il thimble, un cilindretto di materiale sintetico indossato sull'indice della mano destra ed impiegato «di taglio», il quale impartisce allo strumento un suono più scuro e corposo rispetto al timbro acuto e metallico abituale.

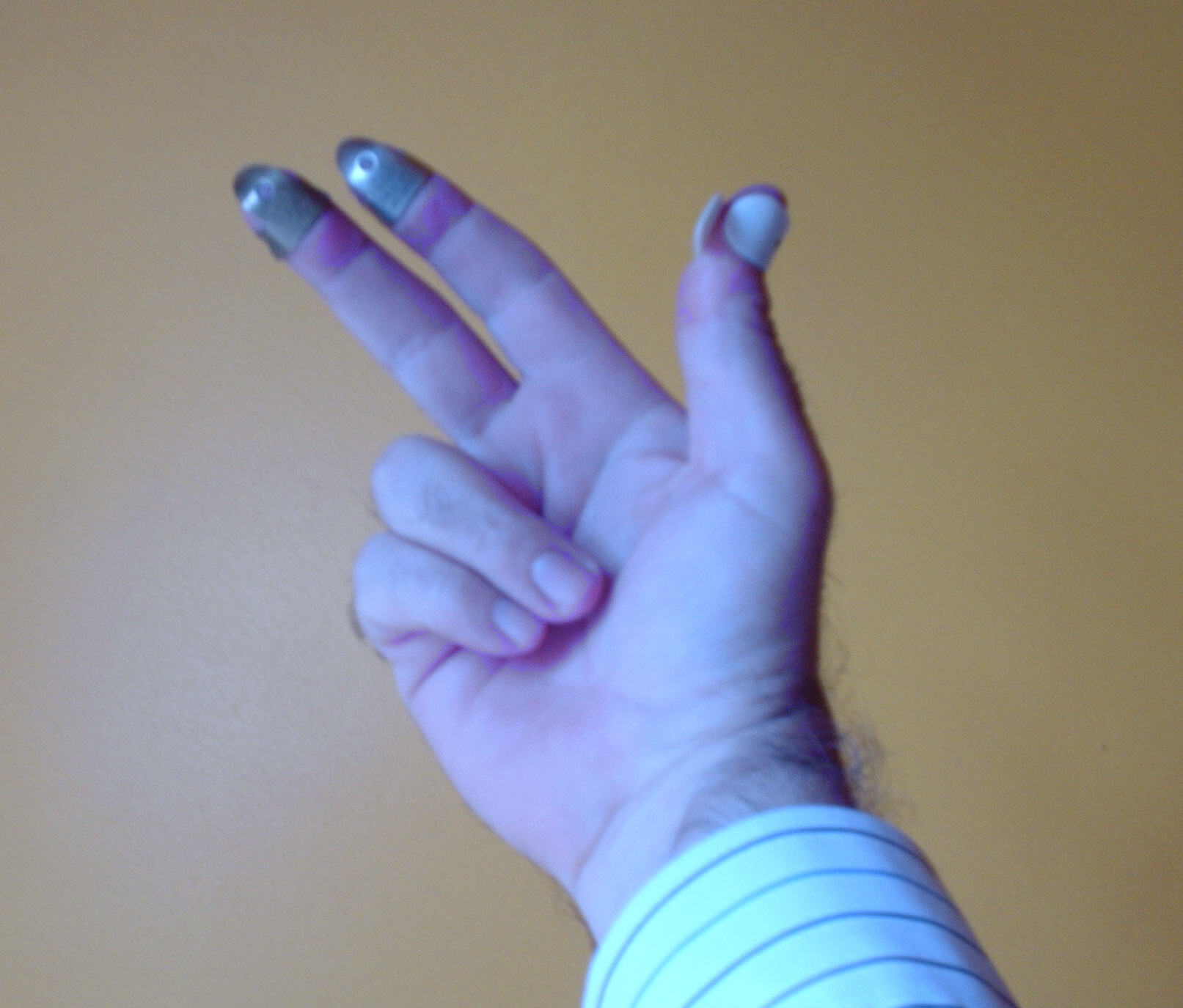
Fingerpicks per il bangio a cinque corde

Il banjo a cinque corde con risonatore, tipico della musica bluegrass, si suona pizzicando le corde con tre plettri a ditale, uno in celluloide per il pollice e due in alpacca per indice e medio della mano destra. Questi particolari plettri da indossare (fingerpicks), che non sono unghie artificiali ma rivestono i polpastrelli delle dita, enfatizzano l'attacco e la scorrevolezza sulla corda facilitando l'esecuzione dei caratteristici schemi di arpeggio per suonare in maniera coordinata melodia ed armonia. 
Earl Scruggs negli anni della seconda guerra mondiale è stato l'iniziatore di questa tecnica, che da lui ha preso il nome (Scruggs-picking o Scruggs style). La tecnica si è poi evoluta grazie all'inventiva di altri grandi bangioisti come, ad esempio, Bill Keith (perfezionatore del cosiddetto melodic style), Don Reno (Reno style) e Béla Fleck.
Il bangio a cinque corde possiede diverse accordature, sviluppatesi a partire da usanze regionali: a causa delle origini esotiche lo strumento non ha una sua storia nella liuteria classica, come per esempio il violino o la chitarra, e gli stili esecutivi sono in continua evoluzione così come le tecniche costruttive. La tradizione musicale delle montagne del sud degli Stati Uniti ha distillato quattro o cinque grandi famiglie di accordature; se nel banjo contemporaneo si è consolidata l'accordatura standard (sol-RE-SOL-SI-RE, in cui le corde suonate a vuoto formano un accordo di sol maggiore), nella versione arcaica le accordature d'uso comune che il musicista è tenuto a conoscere sono diverse: quella in sol modale (sol-RE-SOL-DO-RE), quella 'classica' in do (sol-DO-SOL-SI-RE tipica del periodo a cavallo tra l'Ottocento ed il Novecento in cui con il banjo si eseguivano brani di musica classica), in do (sol-DO-SOL-DO-RE, ottimizzata per la tecnica clawhammer), in fa (fa-RE-SOL-DO-RE), in fa modale (fa-DO-FA-DO-RE) ed in re (la-RE-FA#-LA-RE). Queste accordature, a ciascuna delle quali fa ovviamente capo un differente schema di diteggiatura, hanno a loro volta una nutrita serie di varianti e possono essere trasposte sulla tastiera mediante l'uso di un capotasto mobile, permettendo così allo strumento di eseguire musiche in ogni tonalità pur mantenendo diteggiatura e fraseggi originari.
La famiglia dei bangi comprende anche diversi ibridi, cioè strumenti che uniscono al timbro ottenuto dalla cassa armonica del banjo l'accordatura e la tecnica esecutiva di altri cordofoni dai quali derivano il manico: il banjo-ukulele (quattro corde in nylon accordate LA-RE-FA#-SI), il bangio-mandolino (quattro corde doppie accordate SOL-RE-LA-MI), il bangio-chitarra (sei corde accordate MI-LA-RE-SOL-SI-MI, ma ne esiste una realizzazione a dodici corde), il banjo-cavaquinho (quattro corde accordate RE-SOL-SI-RE) ed il bangio-basso, dalla cassa di maggiori dimensioni con manico in proporzione, generalmente accordato MI-LA-RE-SOL.
Il bangio-chitarra può essere suonato indifferentemente a plettro o con le dita. È nato dalla necessità di avere maggiore volume di suono rispetto alla chitarra e fu molto usato a New Orleans (Bud Scott e Johnny St. Cyr) ed anche per il blues ("Papa" Charlie Jackson).